# Брандт, Мартина
Марти́на Брандт (порт. Marthina Brandt; род. 31 января 1992, Вали-Реал) — бразильская модель, «Мисс Бразилия 2015», участница конкурса красоты «Мисс Вселенная 2015».

## Биография
Мартина Брандт родилась 31 января 1992 года в Вали-Реале (штат Риу-Гранди-ду-Сул).
Мартина начала карьеру модели с 13 лет. 18 ноября 2015 года она стала победительницей национального конкурса красоты «Мисс Бразилия». 20 декабря 2015 года Мартина представляла Бразилию на международном конкурсе красоты «Мисс Вселенная 2015» и вошла в топ-15 финалисток.
Она принимала участие в различных фотосессиях для нескольких журналов и модных показах.